# Åkerväddskottvecklare
Åkerväddskottvecklare (Selenodes karelica) är en fjärilsart som beskrevs av Johan Martin Jacob af Tengström 1875. Åkerväddskottvecklare ingår i släktet Selenodes och familjen vecklare. Enligt den svenska rödlistan är arten nära hotad i Sverige. Arten förekommer i Götaland, Gotland och Öland. Artens livsmiljö är jordbrukslandskap, stadsmiljö. Inga underarter finns listade i Catalogue of Life.